# Formand for Kinas kommunistiske parti
Formand for Kinas kommunistiske parti (kinesisk: 中国共产党中央委员会主席) var lederen af Kinas kommunistiske parti (KKP). Den blev etableret ved den 8. nationale kongres i 1945, og blev afskaffet ved den 12. nationale kongress i 1982, hvor posten blev erstattet med generalsekretær for Centralkomitéen.

## Liste over formænd
- Mao Zedong (19. juni 1945 – 9. september 1976)
- Hua Guofeng (7 . oktober 1976 – 28. june 1981)
- Hu Yaobang (29. juni 1981 – 11. september 1982)

| Politik | Spire Denne artikel om politik og ideologi er en spire som bør udbygges. Du er velkommen til at hjælpe Wikipedia ved at udvide den. |